# Боровск
Боровск (рус. Боровск) град је у Русији у Калушкој области. Према попису становништва из 2010. у граду је живело 12283 становника.

## Становништво
| 1939.  | 1959.  | 1970.  | 1979.  | 1989.  | 2002.  | 2010.  |
| ------ | ------ | ------ | ------ | ------ | ------ | ------ |
| 10.255 | 10.897 | 12.297 | 13.578 | 13.405 | 11.917 | 12.283 |